# قرية إثنوغرافية
القرية الإثنوغرافية (بالإنجليزية: Ethnographic village)‏ هي مستوطنة حقيقية أو مصطنعة تُصوّر الخصائص التاريخية والإثنوغرافية الكاملة لحياة مجموعة عرقية معينة. المفهوم قريب من مفهوم متحف في الهواء الطلق أو «متحف حيّ».

## مستوطنات حقيقية

### ليتوانيا

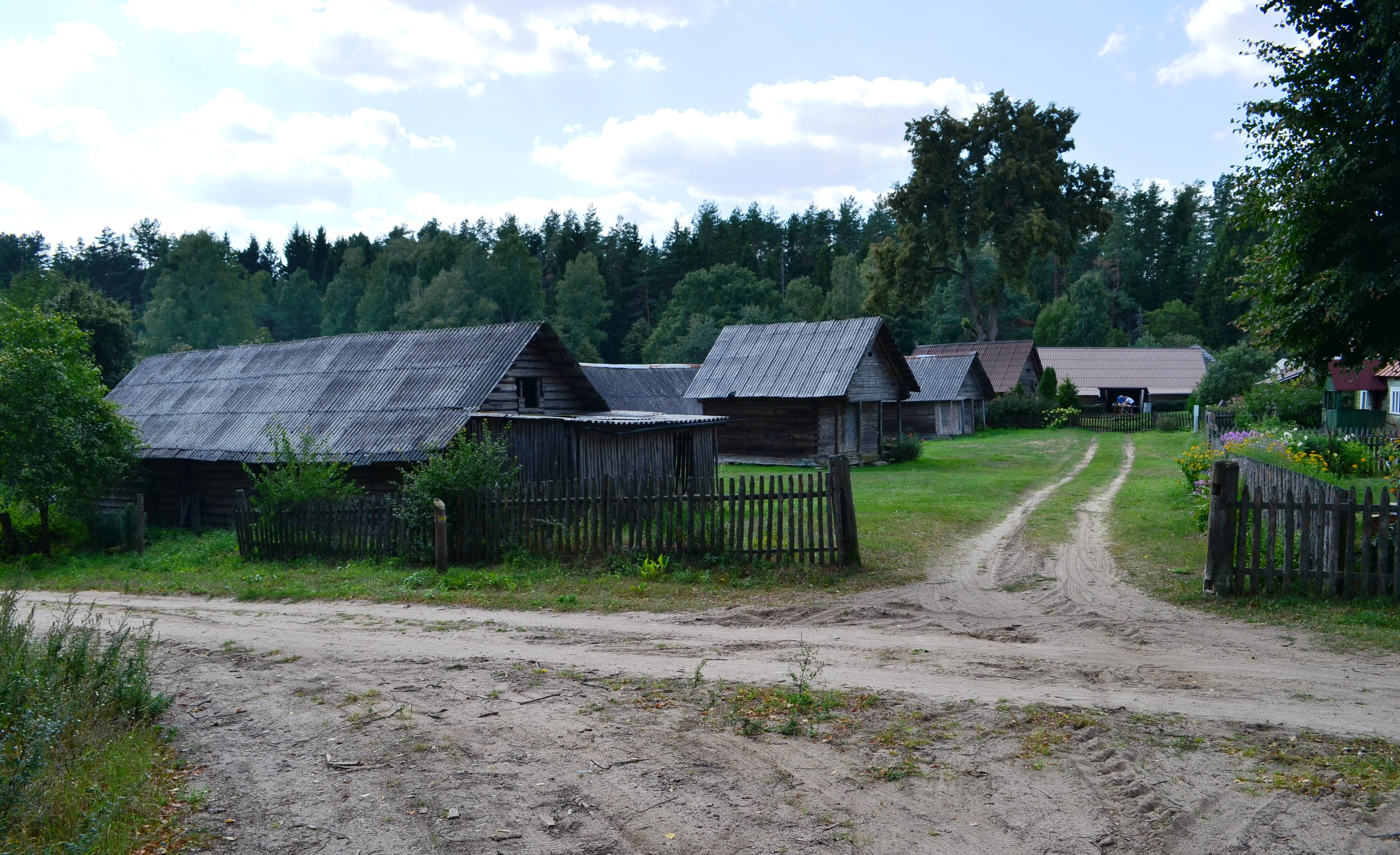
قرية زيرفينوس (Zervynos) الإثنوغرافية

في ليتوانيا الحديثة، تُعرَّف القرية الإثنوغرافية (بالليتوانية: etnografinis kaimas) بأنها مستوطنة ريفية تحافظ على الخصائص الثقافية التقليدية والتاريخية والعرقية الخاصة بمنطقة معينة. وتشمل هذه الخصائص العمارة التقليدية، والتخطيط في المزارع، والعلاقة مع المناظر الطبيعية، فضلاً عن الحياة التقليدية، بما في ذلك التقاليد الزراعية والفنون والحرف.